# Godzieszów

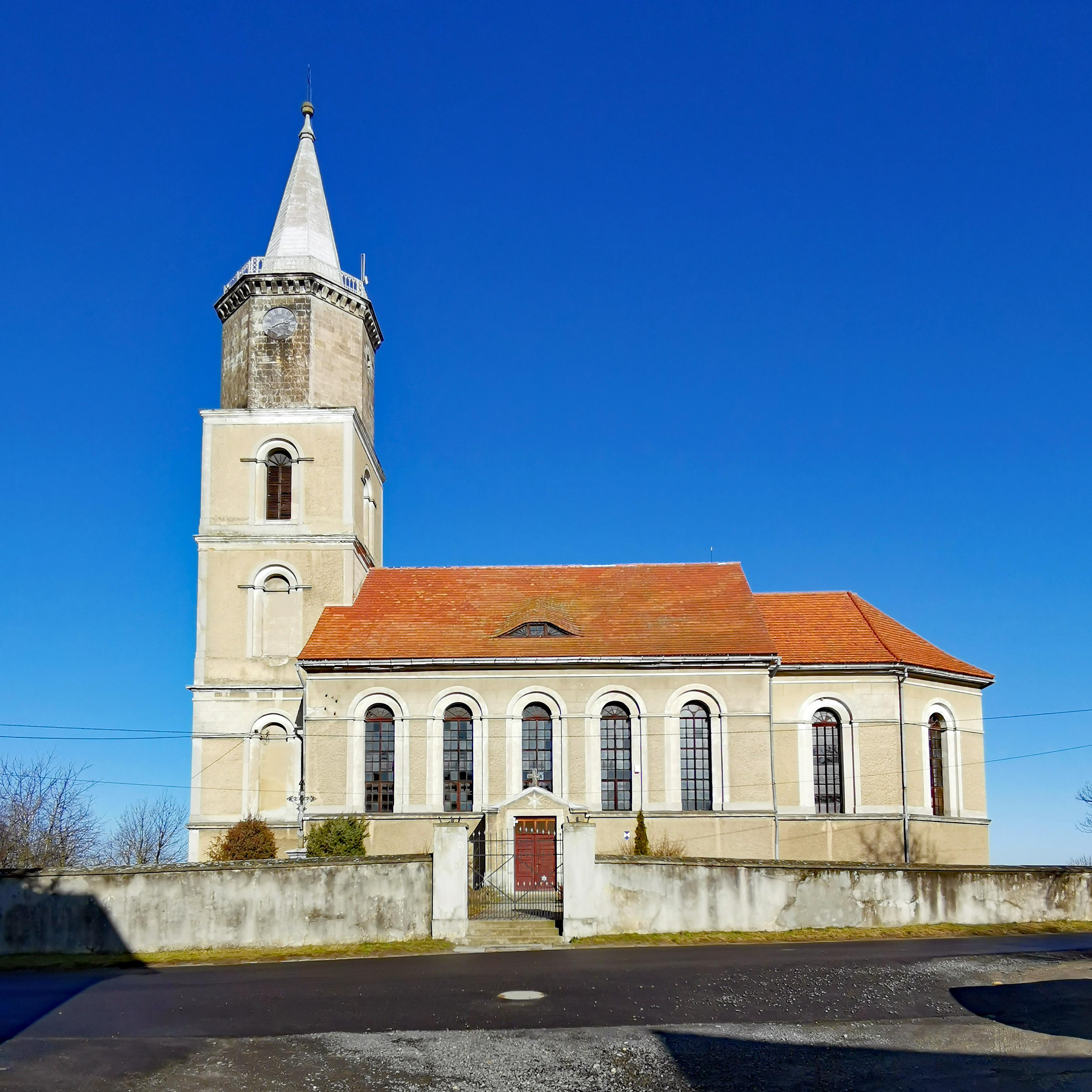
Kirche Maria Himmelfahrt, erbaut vor 1420, umgebaut 1832/33

Godzieszów (deutsch Günthersdorf, schlesisch Ginterschdurf) ist eine Ortschaft mit 590 Einwohnern in der Stadt- und Landgemeinde Nowogrodziec im Powiat Bolesławiecki der Woiwodschaft Niederschlesien in Polen. Es liegt südlich der Autobahnabfahrt Godzieszów der Autostrada A4. Im Ort entspringt die Tschirne, ein linker Nebenfluss des Bober.

## Geschichte
Günthersdorf war eine böhmische Enklave. Das Dorf war seit dem 15. Jahrhundert Afterlehen der Herrschaft von Friedland, also ein empfangenes Lehen, das der Empfänger an einen anderen nachgeordneten Lehensnehmer vergeben hat. Am 12. Februar 1738 erteilte Kaiser Karl VI. dem Magdalenerinnenkloster Lauban die Genehmigung, das zu Böhmen gehörige Gut Günthersdorf zu kaufen. Vorbesitzer war Johann Jacob Rörich von Kleinberg, dem das Dorf seit 1736 gehörte und der schon 1666 Besitzer von Wünschendorf bei Friedland war. Die Priorin Faulhaber und der Konvent verpflichteten sich, im Ort Böhmisches Recht anzuerkennen. Die Kirche und das herrschaftliche Haus wurden erneuert.
Von 1635 bis 1809 gehörten Günthersdorf und Umgebung zu Böhmen und bildeten damit eine Enklave Kursachsens. Der Ort war mit Friedland in Böhmen wirtschaftlich verbunden. Im Frieden von Schönbrunn verzichtete Österreich 1809 zugunsten Sachsens auf die nach dem Prager Frieden von 1635 bei Böhmen verbliebenen Exklaven in der Oberlausitz. Ohne dass Kursachsen Günthersdorf tatsächlich in Besitz nahm, kam das Dorf durch die Schlussakte zum Wiener Kongress 1815 an Preußen. 1818 wurden die preußischen Gesetze eingeführt. Bis 1945 gehörte Günthersdorf zum schlesischen Landkreis Bunzlau.